# Tour de France de 2018
A 105.ª edição da competição ciclista Tour de France, será uma corrida de ciclismo em estrada por etapas que se celebrar-se-à entre 7 e 29 de julho de 2018 em França com início na comuna francesa de Noirmoutier-en-l'Île e final na cidade de Paris sobre um percurso de 3351 quilómetros.
A corrida faz parte do UCI World Tour de 2018, sendo a vigésima quinta competição do calendário de máxima categoria mundial.

## Mudanças nas regras
Ao contrário das edições anteriores, as equipes serão compostas por oito ciclistas, ao invés dos habituais nove. Haverá no início um plantel de 176 corredores, contra os tradicionais 198 que iniciavam a prova até nos anos passados.
Nas primeiras dez etapas, também foi anunciado que serão concedidos bônus de tempo (três, dois e um segundo) aos primeiros três corredores em sprints localizados entre trinta e oito quilômetros para o final. O objetivo é energizar os primeiros dias das planícies e não ter o mesmo líder por dez dias. Esses bônus terão um impacto no ranking geral, mas não no ranking de pontos. Os bônus na chegada (dez, seis e quatro segundos) estão mantidos.

## Equipas participantes
Tomaram parte na corrida vinte e dois equipas: 18 de categoria UCI World Team; e 4 de categoria Profissional Continental. Formando assim um pelotão de 176 ciclistas dos que acabaram XXX. As equipas participantes foram:
| Equipes WorldTeam (18)- AG2R La Mondiale - Astana - Bahrain-Merida - BMC Racing Team - Bora-Hansgrohe - Groupama-FDJ - Lotto Soudal - Mitchelton-Scott - Movistar Team - Quick-Step Floors - Dimension Data - EF Education First-Drapac p/b Cannondale - Katusha-Alpecin - Lotto NL-Jumbo - Sky - Team Sunweb - Trek-Segafredo - UAE Team Emirates Equipes profissionais Continentais (4)- Cofidis, Solutions Crédits - Direct Énergie - Fortuneo-Samsic - Wanty-Groupe Gobert |
| |

## Percurso
A Volta a França com 3329 quilómetros de percurso será uma edição equilibrada na que, como vem sendo habitual nos últimos anos, a montanha segue tendo um peso específico maior que a luta contra o cronometro, assim mesmo, viver-se-á uma etapa com alguns trechos de pavé como aperitivo da corrida. A Grande Boucle está conformado em 21 etapas, dividido por 8 etapas planas para velocistas, 6 etapas de montanha ideal para escaladores conformado em 3 chegadas em alto (La Rosière, Alpe d'Huez e Col de Portet) e vários portos de montanha (11 nos Alpes, 10 nos Pirenéus e 4 no Maciço Central), 15 trechos de calçada numa única etapa, 5 saídas inéditas (Mouilleron-Saint-Germain, Dreux, Trie-sur-Baïse, Saint-Pée-sur-Nivelle e Houilles), também 4 metas inéditas (Fontenay-le-Comte, Sarzeau, La Rosière e Ezpeleta), 2 etapas contrarrelógio (uma por equipas e uma individual) e 2 jornadas de descanso.
| Etapa | Data    | Percurso                                    | type                       | Distância (km) | Vencedor           | Líder geral       |
| ----- | ------- | ------------------------------------------- | -------------------------- | -------------- | ------------------ | ----------------- |
| 1     | 7 jul.  | Noirmoutier-en-l'Île – Fontenay-le-Comte    | etapa plana                | 201            | Fernando Gaviria   | Fernando Gaviria  |
| 2     | 8 jul.  | Mouilleron-Saint-Germain – La Roche-sur-Yon | etapa plana                | 182,5          | Peter Sagan        | Peter Sagan       |
| 3     | 9 jul.  | Cholet – Cholet                             | contrarrelógio por equipes | 35,5           | BMC Racing Team    | Greg Van Avermaet |
| 4     | 10 jul. | La Baule-Escoublac – Sarzeau                | etapa plana                | 195            | Fernando Gaviria   | Greg Van Avermaet |
| 5     | 11 jul. | Lorient – Quimper                           | etapa escarpada            | 204,5          | Peter Sagan        | Greg Van Avermaet |
| 6     | 12 jul. | Brest – Mûr-de-Bretagne                     | etapa escarpada            | 181            | Daniel Martin      | Greg Van Avermaet |
| 7     | 13 jul. | Fougères – Chartres                         | etapa plana                | 231            | Dylan Groenewegen  | Greg Van Avermaet |
| 8     | 14 jul. | Dreux – Amiens                              | etapa plana                | 181            | Dylan Groenewegen  | Greg Van Avermaet |
| 9     | 15 jul. | Cidadela de Arras – Roubaix                 | etapa escarpada            | 156,5          | John Degenkolb     | Greg Van Avermaet |
| 10    | 17 jul. | Annecy – Le Grand-Bornand                   | alta montanha              | 158,5          | Julian Alaphilippe | Greg Van Avermaet |
| 11    | 18 jul. | Albertville – La Rosière                    | alta montanha              | 108,5          | Geraint Thomas     | Geraint Thomas    |
| 12    | 19 jul. | Bourg Saint Maurice – Alpe d'Huez           | alta montanha              | 175,5          | Geraint Thomas     | Geraint Thomas    |
| 13    | 20 jul. | Le Bourg-d'Oisans – Valence                 | etapa plana                | 169,5          | Peter Sagan        | Geraint Thomas    |
| 14    | 21 jul. | Saint-Paul-Trois-Châteaux – Mende           | etapa escarpada            | 188            | Omar Fraile        | Geraint Thomas    |
| 15    | 22 jul. | Millau – Carcassonne                        | etapa escarpada            | 181,5          | Magnus Cort        | Geraint Thomas    |
| 16    | 24 jul. | Carcassonne – Bagnères-de-Luchon            | alta montanha              | 218            | Julian Alaphilippe | Geraint Thomas    |
| 17    | 25 jul. | Bagnères-de-Luchon – Col de Portet          | alta montanha              | 65             | Nairo Quintana     | Geraint Thomas    |
| 18    | 26 jul. | Trie-sur-Baïse – Pau                        | etapa plana                | 171            | Arnaud Démare      | Geraint Thomas    |
| 19    | 27 jul. | Lourdes – Laruns                            | alta montanha              | 200,5          | Primož Roglič      | Geraint Thomas    |
| 20    | 28 jul. | Saint-Pée-sur-Nivelle – Espelette           | contrarrelógio individual  | 31             | Tom Dumoulin       | Geraint Thomas    |
| 21    | 29 jul. | Houilles – Paris                            | etapa plana                | 116            | Alexander Kristoff | Geraint Thomas    |

## Classificações finais
As classificações finalizaram da seguinte forma:

### Classificação geral
| \| Classificação geral \| Classificação geral \| Classificação geral \| Classificação geral \| Classificação geral \| \| Ciclista \| Ciclista \| Equipe \| Tempo \| \| \| ------------------- \| ------------------- \| ------------------- \| ------------------- \| ------------------- \| \| 1. \| Geraint Thomas \| Team Sky \| 83h17m13s \| \| \| 2. \| Tom Dumoulin \| Team Sunweb \| + 1m51s \| \| \| 3. \| Chris Froome \| Team Sky \| + 2m24s \| \| \| 4. \| Primož Roglič \| LottoNL-Jumbo \| + 3m22s \| \| \| 5. \| Steven Kruijswijk \| LottoNL-Jumbo \| + 6m08s \| \| \| 6. \| Romain Bardet \| AG2R La Mondiale \| + 6m57s \| \| \| 7. \| Mikel Landa \| Movistar Team \| + 7m37s \| \| \| 8. \| Daniel Martin \| UAE Team Emirates \| + 9m05s \| \| \| 9. \| Ilnur Zakarin \| Katusha-Alpecin \| + 12m37s \| \| \| 10. \| Nairo Quintana \| Movistar Team \| + 14m18s \| \| \| 11. \| Bob Jungels \| Quick-Step Floors \| + 16m32s \| \| \| 12. \| Jakob Fuglsang \| Astana \| + 19m46s \| \| \| 13. \| Pierre Latour \| AG2R La Mondiale \| + 22m13s \| \| \| 14. \| Alejandro Valverde \| Movistar Team \| + 27m26s \| \| \| 15. \| Egan Bernal \| Team Sky \| + 27m52s \| \| \| 16. \| Tanel Kangert \| Astana \| + 34m52s \| \| \| 17. \| Warren Barguil \| Fortuneo-Samsic \| + 37m06s \| \| \| 18. \| Domenico Pozzovivo \| Bahrain-Merida \| + 39m08s \| \| \| 19. \| Rafał Majka \| Bora-Hansgrohe \| + 39m57s \| \| \| 20. \| Damiano Caruso \| BMC Racing Team \| + 42m03s \| \| |                    |                   |           |
| |                    |                   |           |
| Fontes: ProCyclingStats Cycling Archives |                    |                   |           |
| Classificação geral |                    |                   |           |
| Ciclista | Ciclista           | Equipe            | Tempo     |
| 1. | Geraint Thomas     | Team Sky          | 83h17m13s |
| 2. | Tom Dumoulin       | Team Sunweb       | + 1m51s   |
| 3. | Chris Froome       | Team Sky          | + 2m24s   |
| 4. | Primož Roglič      | LottoNL-Jumbo     | + 3m22s   |
| 5. | Steven Kruijswijk  | LottoNL-Jumbo     | + 6m08s   |
| 6. | Romain Bardet      | AG2R La Mondiale  | + 6m57s   |
| 7. | Mikel Landa        | Movistar Team     | + 7m37s   |
| 8. | Daniel Martin      | UAE Team Emirates | + 9m05s   |
| 9. | Ilnur Zakarin      | Katusha-Alpecin   | + 12m37s  |
| 10. | Nairo Quintana     | Movistar Team     | + 14m18s  |
| 11. | Bob Jungels        | Quick-Step Floors | + 16m32s  |
| 12. | Jakob Fuglsang     | Astana            | + 19m46s  |
| 13. | Pierre Latour      | AG2R La Mondiale  | + 22m13s  |
| 14. | Alejandro Valverde | Movistar Team     | + 27m26s  |
| 15. | Egan Bernal        | Team Sky          | + 27m52s  |
| 16. | Tanel Kangert      | Astana            | + 34m52s  |
| 17. | Warren Barguil     | Fortuneo-Samsic   | + 37m06s  |
| 18. | Domenico Pozzovivo | Bahrain-Merida    | + 39m08s  |
| 19. | Rafał Majka        | Bora-Hansgrohe    | + 39m57s  |
| 20. | Damiano Caruso     | BMC Racing Team   | + 42m03s  |

### Classificação por pontos
| Classificação por pontos | Classificação por pontos | Classificação por pontos | Classificação por pontos | Classificação por pontos |
| Ciclista                 | Ciclista                 | Equipe                   | Pontos                   |                          |
| ------------------------ | ------------------------ | ------------------------ | ------------------------ | ------------------------ |
| 1.                       | Peter Sagan              | Bora-Hansgrohe           | 477 pts                  |                          |
| 2.                       | Alexander Kristoff       | UAE Team Emirates        | 246 pts                  |                          |
| 3.                       | Arnaud Démare            | Groupama-FDJ             | 203 pts                  |                          |
| 4.                       | John Degenkolb           | Trek-Segafredo           | 178 pts                  |                          |
| 5.                       | Julian Alaphilippe       | Quick-Step Floors        | 143 pts                  |                          |
| 6.                       | Greg Van Avermaet        | BMC Racing Team          | 134 pts                  |                          |
| 7.                       | Andrea Pasqualon         | Wanty-Groupe Gobert      | 115 pts                  |                          |
| 8.                       | Geraint Thomas           | Team Sky                 | 110 pts                  |                          |
| 9.                       | Sonny Colbrelli          | Bahrain-Merida           | 104 pts                  |                          |
| 10.                      | Daniel Martin            | UAE Team Emirates        | 98 pts                   |                          |

### Classificação da montanha
| Classificação da montanha | Classificação da montanha | Classificação da montanha | Classificação da montanha | Classificação da montanha |
| Ciclista                  | Ciclista                  | Equipe                    | Pontos                    |                           |
| ------------------------- | ------------------------- | ------------------------- | ------------------------- | ------------------------- |
| 1.                        | Julian Alaphilippe        | Quick-Step Floors         | 170 pts                   |                           |
| 2.                        | Warren Barguil            | Fortuneo-Samsic           | 91 pts                    |                           |
| 3.                        | Rafał Majka               | Bora-Hansgrohe            | 76 pts                    |                           |
| 4.                        | Geraint Thomas            | Team Sky                  | 74 pts                    |                           |
| 5.                        | Tom Dumoulin              | Team Sunweb               | 63 pts                    |                           |
| 6.                        | Primož Roglič             | LottoNL-Jumbo             | 56 pts                    |                           |
| 7.                        | Daniel Martin             | UAE Team Emirates         | 41 pts                    |                           |
| 8.                        | Nairo Quintana            | Movistar Team             | 40 pts                    |                           |
| 9.                        | Tanel Kangert             | Astana                    | 39 pts                    |                           |
| 10.                       | Steven Kruijswijk         | LottoNL-Jumbo             | 36 pts                    |                           |

### Classificação do melhor jovem
| Classificação dos jovens | Classificação dos jovens | Classificação dos jovens  | Classificação dos jovens | Classificação dos jovens |
| Ciclista                 | Ciclista                 | Equipe                    | Tempo                    |                          |
| ------------------------ | ------------------------ | ------------------------- | ------------------------ | ------------------------ |
| 1.                       | Pierre Latour            | AG2R La Mondiale          | 83h39m26s                |                          |
| 2.                       | Egan Bernal              | Team Sky                  | + 5m39s                  |                          |
| 3.                       | Guillaume Martin         | Wanty-Groupe Gobert       | + 22m05s                 |                          |
| 4.                       | David Gaudu              | Groupama-FDJ              | + 1h07m48s               |                          |
| 5.                       | Daniel Felipe Martínez   | EF Education First-Drapac | + 1h16m25s               |                          |
| 6.                       | Antwan Tolhoek           | LottoNL-Jumbo             | + 1h16m48s               |                          |
| 7.                       | Søren Kragh Andersen     | Team Sunweb               | + 1h44m10s               |                          |
| 8.                       | Stefan Küng              | BMC Racing Team           | + 1h45m01s               |                          |
| 9.                       | Marc Soler               | Movistar Team             | + 1h56m38s               |                          |
| 10.                      | Magnus Cort              | Astana                    | + 2h10m13s               |                          |

### Classificação por equipas
| Classificação por equipes | Classificação por equipes | Classificação por equipes | Classificação por equipes |
| Equipe                    | Equipe                    | Tempo                     |                           |
| ------------------------- | ------------------------- | ------------------------- | ------------------------- |
| 1.                        | Movistar Team             | 250h24m53s                |                           |
| 2.                        | Bahrain-Merida            | + 12m33s                  |                           |
| 3.                        | Sky                       | + 31m14s                  |                           |
| 4.                        | Lotto NL-Jumbo            | + 47m24s                  |                           |
| 5.                        | Astana                    | + 1h15m32s                |                           |
| 6.                        | Team Sunweb               | + 1h58m54s                |                           |
| 7.                        | AG2R La Mondiale          | + 2h15m49s                |                           |
| 8.                        | BMC Racing Team           | + 2h35m45s                |                           |
| 9.                        | Quick-Step Floors         | + 3h06m17s                |                           |
| 10.                       | Mitchelton-Scott          | + 3h13m41s                |                           |

## Evolução das classificações
| Etapa                 | Vencedor              | Classificação geral Maillot jaune | Classificação por pontos Maillot vert | Classificação da montanha Maillot à pois rouges | Classificação dos jovens Maillot blanc | Classificação por equipas Classement par équipe | Prêmio da combatividade Prix de combativité |
| --------------------- | --------------------- | --------------------------------- | ------------------------------------- | ----------------------------------------------- | -------------------------------------- | ----------------------------------------------- | ------------------------------------------- |
| 1.ª                   | Fernando Gaviria      | Fernando Gaviria                  | Fernando Gaviria                      | Kévin Ledanois                                  | Fernando Gaviria                       | Quick-Step Floors                               | Yoann Offredo                               |
| 2.ª                   | Peter Sagan           | Peter Sagan                       | Peter Sagan                           | Dion Smith                                      | Fernando Gaviria                       | Quick-Step Floors                               | Sylvain Chavanel                            |
| 3.ª                   | BMC Racing            | Greg Van Avermaet                 | Peter Sagan                           | Dion Smith                                      | Søren Kragh Andersen                   | Quick-Step Floors                               | Não foi atribuído.                          |
| 4.ª                   | Fernando Gaviria      | Greg Van Avermaet                 | Peter Sagan                           | Dion Smith                                      | Søren Kragh Andersen                   | Quick-Step Floors                               | Jérôme Cousin                               |
| 5.ª                   | Peter Sagan           | Greg Van Avermaet                 | Peter Sagan                           | Toms Skujiņš                                    | Søren Kragh Andersen                   | Quick-Step Floors                               | Toms Skujiņš                                |
| 6.ª                   | Daniel Martin         | Greg Van Avermaet                 | Peter Sagan                           | Toms Skujiņš                                    | Søren Kragh Andersen                   | Quick-Step Floors                               | Damien Gaudin                               |
| 7.ª                   | Dylan Groenewegen     | Greg Van Avermaet                 | Peter Sagan                           | Toms Skujiņš                                    | Søren Kragh Andersen                   | Quick-Step Floors                               | Laurent Pichon                              |
| 8.ª                   | Dylan Groenewegen     | Greg Van Avermaet                 | Peter Sagan                           | Toms Skujiņš                                    | Søren Kragh Andersen                   | Quick-Step Floors                               | Fabien Grellier                             |
| 9.ª                   | John Degenkolb        | Greg Van Avermaet                 | Peter Sagan                           | Toms Skujiņš                                    | Søren Kragh Andersen                   | Quick-Step Floors                               | Damien Gaudin                               |
| 10.ª                  | Julian Alaphilippe    | Greg Van Avermaet                 | Peter Sagan                           | Julian Alaphilippe                              | Pierre Latour                          | Movistar                                        | Greg Van Avermaet                           |
| 11.ª                  | Geraint Thomas        | Geraint Thomas                    | Peter Sagan                           | Julian Alaphilippe                              | Pierre Latour                          | Movistar                                        | Alejandro Valverde                          |
| 12.ª                  | Geraint Thomas        | Geraint Thomas                    | Peter Sagan                           | Julian Alaphilippe                              | Pierre Latour                          | Movistar                                        | Steven Kruijswijk                           |
| 13.ª                  | Peter Sagan           | Geraint Thomas                    | Peter Sagan                           | Julian Alaphilippe                              | Pierre Latour                          | Movistar                                        | Michael Schär                               |
| 14.ª                  | Omar Fraile           | Geraint Thomas                    | Peter Sagan                           | Julian Alaphilippe                              | Pierre Latour                          | Movistar                                        | Jasper Stuyven                              |
| 15.ª                  | Magnus Cort           | Geraint Thomas                    | Peter Sagan                           | Julian Alaphilippe                              | Pierre Latour                          | Movistar                                        | Rafał Majka                                 |
| 16.ª                  | Julian Alaphilippe    | Geraint Thomas                    | Peter Sagan                           | Julian Alaphilippe                              | Pierre Latour                          | Bahrain-Merida                                  | Philippe Gilbert                            |
| 17.ª                  | Nairo Quintana        | Geraint Thomas                    | Peter Sagan                           | Julian Alaphilippe                              | Pierre Latour                          | Movistar                                        | Tanel Kangert                               |
| 18.ª                  | Arnaud Démare         | Geraint Thomas                    | Peter Sagan                           | Julian Alaphilippe                              | Pierre Latour                          | Movistar                                        | Luke Durbridge                              |
| 19.ª                  | Primož Roglič         | Geraint Thomas                    | Peter Sagan                           | Julian Alaphilippe                              | Pierre Latour                          | Movistar                                        | Mikel Landa                                 |
| 20.ª                  | Tom Dumoulin          | Geraint Thomas                    | Peter Sagan                           | Julian Alaphilippe                              | Pierre Latour                          | Movistar                                        | Não foi atribuído.                          |
| 21.ª                  | Alexander Kristoff    | Geraint Thomas                    | Peter Sagan                           | Julian Alaphilippe                              | Pierre Latour                          | Movistar                                        | Não foi atribuído.                          |
| Classificações finais | Classificações finais | Geraint Thomas                    | Peter Sagan                           | Julian Alaphilippe                              | Pierre Latour                          | Movistar                                        | Daniel Martin                               |

## UCI World Ranking
A Volta a França outorga pontos para o UCI World Tour de 2018 e o UCI World Ranking, este último para corredores das equipas nas categorias UCI WorldTeam, Profissional Continental e Equipas Continentais. As seguintes tabelas mostram o barómetro de pontuação e os 10 corredores que obtiveram mais pontos:
| Posição             | 1.º  | 2.º | 3.º | 4.º | 5.º | 6.º | 7.º | 8.º | 9.º | 10.º | 11.º | 12.º | 13.º | 14.º | 15.º | 16.º | 17.º | 18.º | 19.º | 20.º | 21.º-25.º | 26.º-30.º | 31.º-40.º | 41.º-50.º | 51.º-55.º | 56.º-60.º |
| Classificação geral | 1000 | 800 | 675 | 575 | 475 | 400 | 325 | 275 | 225 | 175  | 150  | 125  | 105  | 85   | 75   | 70   | 65   | 60   | 55   | 50   | 40        | 30        | 25        | 20        | 15        | 10        |
| Por etapa           | 120  | 50  | 25  | 15  | 5   |     |     |     |     |      |      |      |      |      |      |      |      |      |      |      |           |           |           |           |           |           |
| Líder               | 25   |     |     |     |     |     |     |     |     |      |      |      |      |      |      |      |      |      |      |      |           |           |           |           |           |           |

| Classificação | Classificação      | Classificação     | Classificação | Classificação | Classificação | Classificação |
| Posição       | Ciclista           | Equipa            | Geral         | Etapa         | Líder         | Total         |
| ------------- | ------------------ | ----------------- | ------------- | ------------- | ------------- | ------------- |
| 1.º           | Geraint Thomas     | Sky               | 1000          | 346,25        | 250           | 1596,25       |
| 2.º           | Tom Dumoulin       | Sunweb            | 800           | 225,62        | -             | 1025,62       |
| 3.º           | Chris Froome       | Sky               | 675           | 96,25         | -             | 771,25        |
| 4.º           | Primož Roglič      | LottoNL-Jumbo     | 575           | 135           | -             | 710           |
| 5.º           | Peter Sagan        | Bora-Hansgrohe    | -             | 555           | 25            | 580           |
| 6.º           | Steven Kruijswijk  | LottoNL-Jumbo     | 475           | -             | -             | 475           |
| 7.º           | Daniel Martin      | UAE Emirates      | 275           | 185           | -             | 460           |
| 8.º           | Romain Bardet      | Ag2r La Mondiale  | 400           | 50            | -             | 450           |
| 9.º           | Julian Alaphilippe | Quick-Step Floors | 25            | 313,12        | -             | 338,12        |
| 10.º          | Mikel Landa        | Movistar          | 325           | 5             | -             | 330           |